# Лучинецький провулок
Лучине́цький прову́лок — зниклий провулок, що існував у Дніпровському районі міста Києва, місцевість Воскресенська слобідка. Пролягав від Задніпровської вулиці до вулиці Сєрова.

## Історія
Провулок виник у 1-й половині XX століття під назвою Нова вулиця. Назву Лучинецький провулок набула 1958 року.
Ліквідований 1981 року в зв'язку зі знесенням старої забудови Воскресенської слобідки та частковим переплануванням місцевості.